# Tour de Hongrie 2019
Le Tour de Hongrie 2019 est la 40e édition de cette course cycliste par étapes masculine. Il a lieu en Hongrie du 11 au 16 juin 2019. Il se déroule entre Siófok et Székesfehérvár sur un parcours de 890 km et fait partie du calendrier UCI Europe Tour 2019 en catégorie 2.1.

## Présentation

### Parcours
Le Tour de Hongrie est tracé sur un prologue et cinq étapes pour une distance totale de 890 kilomètres.

### Équipes
Dix-neuf équipes participent à ce Tour de Hongrie - 4 équipes continentales professionnelles, 13 équipes continentales et 2 sélections nationales :
| Équipes continentales professionnelles (4)- Androni Giocattoli-Sidermec - Cofidis, Solutions Crédits - Israel Cycling Academy - Neri Sottoli-Selle Italia-KTM Équipes continentales (13)- AC Sparta Praha - Adria Mobil - Bike Aid - Team BridgeLane - CCC Development Team - Differdange-GeBa - Dukla Banská Bystrica - Elkov-Author - EvoPro Racing - Kometa - Pannon - Coop - Team Novak Équipes nationales (2)- Hongrie - Serbie |
| |

## Étapes
| Étape      | Date    | Villes étapes               | type                        | Distance (km) | Vainqueur d'étape | Leader du classement général |
| ---------- | ------- | --------------------------- | --------------------------- | ------------- | ----------------- | ---------------------------- |
| Prologue   | 11 juin | Siófok – Siófok             | contre-la-montre individuel | 4             | Jan Bárta         | Jan Bárta                    |
| 1re étape  | 12 juin | Velence – Esztergom         | étape vallonnée             | 194           | Manuel Belletti   | Manuel Belletti              |
| 2e étape   | 13 juin | Balassagyarmat – Miskolc    | étape de moyenne montagne   | 201           | Krists Neilands   | Krists Neilands              |
| 3e A étape | 14 juin | Kazincbarcika – Tiszafüred  | étape vallonnée             | 115           | Krisztián Lovassy | Krists Neilands              |
| 3e B étape | 14 juin | Tiszafüred – Hajdúszoboszló | étape de plaine             | 69            | Alois Kaňkovský   | Krists Neilands              |
| 4e étape   | 15 juin | Karcag – Gyöngyös           | étape de moyenne montagne   | 138           | Krists Neilands   | Krists Neilands              |
| 5e étape   | 16 juin | Kecskemét – Székesfehérvár  | étape de plaine             | 169           | Wouter Wippert    | Krists Neilands              |

## Déroulement de la course

### Prologue
| \| Classement de l'étape \| Classement de l'étape \| Classement de l'étape \| Classement de l'étape \| Classement de l'étape \| \| Coureur \| Coureur \| Pays \| Équipe \| Temps \| \| --------------------- \| --------------------- \| --------------------- \| ---------------------- \| --------------------- \| \| 1er \| Jan Bárta \| Tchéquie \| Elkov-Author \| 4 min 17 s \| \| 2e \| Krists Neilands \| Lettonie \| Israel Cycling Academy \| + 0 s \| \| 3e \| Piotr Brożyna \| Pologne \| CCC Development \| + 2 s \| \| 4e \| August Jensen \| Norvège \| Israel Cycling Academy \| + 2 s \| \| 5e \| Dušan Rajović \| Serbie \| Adria Mobil \| + 2 s \| \| 6e \| Antonio Puppio \| Italie \| Kometa \| + 3 s \| \| 7e \| Alexander Cataford \| Canada \| Israel Cycling Academy \| + 3 s \| \| 8e \| Michał Paluta \| Pologne \| CCC Development \| + 3 s \| \| 9e \| Louis Bendixen \| Danemark \| Team Coop \| + 4 s \| \| 10e \| Stefano Oldani \| Italie \| Kometa \| + 4 s \| |                    |          |                        |            |
| |                    |          |                        |            |
| Source : ProCyclingStats |                    |          |                        |            |
| Classement de l'étape |                    |          |                        |            |
| Coureur | Coureur            | Pays     | Équipe                 | Temps      |
| 1er | Jan Bárta          | Tchéquie | Elkov-Author           | 4 min 17 s |
| 2e | Krists Neilands    | Lettonie | Israel Cycling Academy | + 0 s      |
| 3e | Piotr Brożyna      | Pologne  | CCC Development        | + 2 s      |
| 4e | August Jensen      | Norvège  | Israel Cycling Academy | + 2 s      |
| 5e | Dušan Rajović      | Serbie   | Adria Mobil            | + 2 s      |
| 6e | Antonio Puppio     | Italie   | Kometa                 | + 3 s      |
| 7e | Alexander Cataford | Canada   | Israel Cycling Academy | + 3 s      |
| 8e | Michał Paluta      | Pologne  | CCC Development        | + 3 s      |
| 9e | Louis Bendixen     | Danemark | Team Coop              | + 4 s      |
| 10e | Stefano Oldani     | Italie   | Kometa                 | + 4 s      |

| \| Classement général \| Classement général \| Classement général \| Classement général \| Classement général \| \| Coureur \| Coureur \| Pays \| Équipe \| Temps \| \| ------------------ \| ------------------ \| ------------------ \| ---------------------- \| ------------------ \| \| 1er \| Jan Bárta \| Tchéquie \| Elkov-Author \| 4 min 17 s \| \| 2e \| Krists Neilands \| Lettonie \| Israel Cycling Academy \| + 0 s \| \| 3e \| Piotr Brożyna \| Pologne \| CCC Development \| + 2 s \| \| 4e \| August Jensen \| Norvège \| Israel Cycling Academy \| + 2 s \| \| 5e \| Dušan Rajović \| Serbie \| Adria Mobil \| + 2 s \| \| 6e \| Antonio Puppio \| Italie \| Kometa \| + 3 s \| \| 7e \| Alexander Cataford \| Canada \| Israel Cycling Academy \| + 3 s \| \| 8e \| Michał Paluta \| Pologne \| CCC Development \| + 3 s \| \| 9e \| Louis Bendixen \| Danemark \| Team Coop \| + 4 s \| \| 10e \| Stefano Oldani \| Italie \| Kometa \| + 4 s \| |                    |          |                        |            |
| |                    |          |                        |            |
| Source : ProCyclingStats |                    |          |                        |            |
| Classement général |                    |          |                        |            |
| Coureur | Coureur            | Pays     | Équipe                 | Temps      |
| 1er | Jan Bárta          | Tchéquie | Elkov-Author           | 4 min 17 s |
| 2e | Krists Neilands    | Lettonie | Israel Cycling Academy | + 0 s      |
| 3e | Piotr Brożyna      | Pologne  | CCC Development        | + 2 s      |
| 4e | August Jensen      | Norvège  | Israel Cycling Academy | + 2 s      |
| 5e | Dušan Rajović      | Serbie   | Adria Mobil            | + 2 s      |
| 6e | Antonio Puppio     | Italie   | Kometa                 | + 3 s      |
| 7e | Alexander Cataford | Canada   | Israel Cycling Academy | + 3 s      |
| 8e | Michał Paluta      | Pologne  | CCC Development        | + 3 s      |
| 9e | Louis Bendixen     | Danemark | Team Coop              | + 4 s      |
| 10e | Stefano Oldani     | Italie   | Kometa                 | + 4 s      |

### 1reétape
| \| Classement de l'étape \| Classement de l'étape \| Classement de l'étape \| Classement de l'étape \| Classement de l'étape \| \| Coureur \| Coureur \| Pays \| Équipe \| Temps \| \| --------------------- \| --------------------- \| --------------------- \| ----------------------------- \| --------------------- \| \| 1er \| Manuel Belletti \| Italie \| Androni Giocattoli-Sidermec \| 4 h 38 min 55 s \| \| 2e \| Hugo Hofstetter \| France \| Cofidis, Solutions Crédits \| + 0 s \| \| 3e \| Dušan Rajović \| Serbie \| Adria Mobil \| + 0 s \| \| 4e \| Louis Bendixen \| Danemark \| Team Coop \| + 0 s \| \| 5e \| Umberto Marengo \| Italie \| Neri Sottoli-Selle Italia-KTM \| + 0 s \| \| 6e \| Attila Valter \| Hongrie \| CCC Development \| + 0 s \| \| 7e \| Stefano Oldani \| Italie \| Kometa \| + 0 s \| \| 8e \| Aaron Grosser \| Allemagne \| Bike Aid \| + 0 s \| \| 9e \| Giovanni Visconti \| Italie \| Neri Sottoli-Selle Italia-KTM \| + 0 s \| \| 10e \| Daniel Muñoz \| Colombie \| Androni Giocattoli-Sidermec \| + 0 s \| |                   |           |                               |                 |
| |                   |           |                               |                 |
| Source : ProCyclingStats |                   |           |                               |                 |
| Classement de l'étape |                   |           |                               |                 |
| Coureur | Coureur           | Pays      | Équipe                        | Temps           |
| 1er | Manuel Belletti   | Italie    | Androni Giocattoli-Sidermec   | 4 h 38 min 55 s |
| 2e | Hugo Hofstetter   | France    | Cofidis, Solutions Crédits    | + 0 s           |
| 3e | Dušan Rajović     | Serbie    | Adria Mobil                   | + 0 s           |
| 4e | Louis Bendixen    | Danemark  | Team Coop                     | + 0 s           |
| 5e | Umberto Marengo   | Italie    | Neri Sottoli-Selle Italia-KTM | + 0 s           |
| 6e | Attila Valter     | Hongrie   | CCC Development               | + 0 s           |
| 7e | Stefano Oldani    | Italie    | Kometa                        | + 0 s           |
| 8e | Aaron Grosser     | Allemagne | Bike Aid                      | + 0 s           |
| 9e | Giovanni Visconti | Italie    | Neri Sottoli-Selle Italia-KTM | + 0 s           |
| 10e | Daniel Muñoz      | Colombie  | Androni Giocattoli-Sidermec   | + 0 s           |

| \| Classement général \| Classement général \| Classement général \| Classement général \| Classement général \| \| Coureur \| Coureur \| Pays \| Équipe \| Temps \| \| ------------------ \| ------------------ \| ------------------ \| --------------------------- \| ------------------ \| \| 1er \| Manuel Belletti \| Italie \| Androni Giocattoli-Sidermec \| 4 h 43 min 07 s \| \| 2e \| Krists Neilands \| Lettonie \| Israel Cycling Academy \| + 3 s \| \| 3e \| Dušan Rajović \| Serbie \| Adria Mobil \| + 3 s \| \| 4e \| Jan Bárta \| Tchéquie \| Elkov-Author \| + 5 s \| \| 5e \| Piotr Brożyna \| Pologne \| CCC Development \| + 7 s \| \| 6e \| August Jensen \| Norvège \| Israel Cycling Academy \| + 7 s \| \| 7e \| Alexander Cataford \| Canada \| Israel Cycling Academy \| + 8 s \| \| 8e \| Michał Paluta \| Pologne \| CCC Development \| + 8 s \| \| 9e \| Louis Bendixen \| Danemark \| Team Coop \| + 9 s \| \| 10e \| Stefano Oldani \| Italie \| Kometa \| + 9 s \| |                    |          |                             |                 |
| |                    |          |                             |                 |
| Source : ProCyclingStats |                    |          |                             |                 |
| Classement général |                    |          |                             |                 |
| Coureur | Coureur            | Pays     | Équipe                      | Temps           |
| 1er | Manuel Belletti    | Italie   | Androni Giocattoli-Sidermec | 4 h 43 min 07 s |
| 2e | Krists Neilands    | Lettonie | Israel Cycling Academy      | + 3 s           |
| 3e | Dušan Rajović      | Serbie   | Adria Mobil                 | + 3 s           |
| 4e | Jan Bárta          | Tchéquie | Elkov-Author                | + 5 s           |
| 5e | Piotr Brożyna      | Pologne  | CCC Development             | + 7 s           |
| 6e | August Jensen      | Norvège  | Israel Cycling Academy      | + 7 s           |
| 7e | Alexander Cataford | Canada   | Israel Cycling Academy      | + 8 s           |
| 8e | Michał Paluta      | Pologne  | CCC Development             | + 8 s           |
| 9e | Louis Bendixen     | Danemark | Team Coop                   | + 9 s           |
| 10e | Stefano Oldani     | Italie   | Kometa                      | + 9 s           |

### 2eétape
| \| Classement de l'étape \| Classement de l'étape \| Classement de l'étape \| Classement de l'étape \| Classement de l'étape \| \| Coureur \| Coureur \| Pays \| Équipe \| Temps \| \| --------------------- \| --------------------- \| --------------------- \| --------------------------- \| --------------------- \| \| 1er \| Krists Neilands \| Lettonie \| Israel Cycling Academy \| 5 h 10 min 14 s \| \| 2e \| Louis Bendixen \| Danemark \| Team Coop \| + 1 min 00 s \| \| 3e \| Marco Frapporti \| Italie \| Androni Giocattoli-Sidermec \| + 1 min 00 s \| \| 4e \| Matěj Zahálka \| Tchéquie \| Elkov-Author \| + 1 min 00 s \| \| 5e \| Mathias Le Turnier \| France \| Cofidis, Solutions Crédits \| + 1 min 00 s \| \| 6e \| Márton Dina \| Hongrie \| Kometa \| + 1 min 00 s \| \| 7e \| Stefano Oldani \| Italie \| Kometa \| + 1 min 00 s \| \| 8e \| Luis Ángel Maté \| Espagne \| Cofidis, Solutions Crédits \| + 1 min 00 s \| \| 9e \| Hayden McCormick \| Nouvelle-Zélande \| Team BridgeLane \| + 1 min 00 s \| \| 10e \| Attila Valter \| Hongrie \| CCC Development \| + 1 min 00 s \| |                    |                  |                             |                 |
| |                    |                  |                             |                 |
| Source : ProCyclingStats |                    |                  |                             |                 |
| Classement de l'étape |                    |                  |                             |                 |
| Coureur | Coureur            | Pays             | Équipe                      | Temps           |
| 1er | Krists Neilands    | Lettonie         | Israel Cycling Academy      | 5 h 10 min 14 s |
| 2e | Louis Bendixen     | Danemark         | Team Coop                   | + 1 min 00 s    |
| 3e | Marco Frapporti    | Italie           | Androni Giocattoli-Sidermec | + 1 min 00 s    |
| 4e | Matěj Zahálka      | Tchéquie         | Elkov-Author                | + 1 min 00 s    |
| 5e | Mathias Le Turnier | France           | Cofidis, Solutions Crédits  | + 1 min 00 s    |
| 6e | Márton Dina        | Hongrie          | Kometa                      | + 1 min 00 s    |
| 7e | Stefano Oldani     | Italie           | Kometa                      | + 1 min 00 s    |
| 8e | Luis Ángel Maté    | Espagne          | Cofidis, Solutions Crédits  | + 1 min 00 s    |
| 9e | Hayden McCormick   | Nouvelle-Zélande | Team BridgeLane             | + 1 min 00 s    |
| 10e | Attila Valter      | Hongrie          | CCC Development             | + 1 min 00 s    |

| \| Classement général \| Classement général \| Classement général \| Classement général \| Classement général \| \| Coureur \| Coureur \| Pays \| Équipe \| Temps \| \| ------------------ \| ------------------ \| ------------------ \| --------------------------- \| ------------------ \| \| 1er \| Krists Neilands \| Lettonie \| Israel Cycling Academy \| 9 h 53 min 14 s \| \| 2e \| Manuel Belletti \| Italie \| Androni Giocattoli-Sidermec \| + 1 min 07 s \| \| 3e \| Louis Bendixen \| Danemark \| Team Coop \| + 1 min 10 s \| \| 4e \| Jan Bárta \| Tchéquie \| Elkov-Author \| + 1 min 12 s \| \| 5e \| Piotr Brożyna \| Pologne \| CCC Development \| + 1 min 14 s \| \| 6e \| August Jensen \| Norvège \| Israel Cycling Academy \| + 1 min 14 s \| \| 7e \| Michał Paluta \| Pologne \| CCC Development \| + 1 min 15 s \| \| 8e \| Stefano Oldani \| Italie \| Kometa \| + 1 min 16 s \| \| 9e \| Márton Dina \| Hongrie \| Kometa \| + 1 min 18 s \| \| 10e \| Erik Fetter \| Hongrie \| Pannon \| + 1 min 19 s \| |                 |          |                             |                 |
| |                 |          |                             |                 |
| Source : ProCyclingStats |                 |          |                             |                 |
| Classement général |                 |          |                             |                 |
| Coureur | Coureur         | Pays     | Équipe                      | Temps           |
| 1er | Krists Neilands | Lettonie | Israel Cycling Academy      | 9 h 53 min 14 s |
| 2e | Manuel Belletti | Italie   | Androni Giocattoli-Sidermec | + 1 min 07 s    |
| 3e | Louis Bendixen  | Danemark | Team Coop                   | + 1 min 10 s    |
| 4e | Jan Bárta       | Tchéquie | Elkov-Author                | + 1 min 12 s    |
| 5e | Piotr Brożyna   | Pologne  | CCC Development             | + 1 min 14 s    |
| 6e | August Jensen   | Norvège  | Israel Cycling Academy      | + 1 min 14 s    |
| 7e | Michał Paluta   | Pologne  | CCC Development             | + 1 min 15 s    |
| 8e | Stefano Oldani  | Italie   | Kometa                      | + 1 min 16 s    |
| 9e | Márton Dina     | Hongrie  | Kometa                      | + 1 min 18 s    |
| 10e | Erik Fetter     | Hongrie  | Pannon                      | + 1 min 19 s    |

### 3eétape A
| \| Classement de l'étape \| Classement de l'étape \| Classement de l'étape \| Classement de l'étape \| Classement de l'étape \| \| Coureur \| Coureur \| Pays \| Équipe \| Temps \| \| --------------------- \| --------------------- \| --------------------- \| -------------------------- \| --------------------- \| \| 1er \| Krisztián Lovassy \| Hongrie \| Hongrie \| 2 h 33 min 21 s \| \| 2e \| Stanisław Aniołkowski \| Pologne \| CCC Development \| + 0 s \| \| 3e \| Gašper Katrašnik \| Slovénie \| Adria Mobil \| + 0 s \| \| 4e \| Jakub Otruba \| Tchéquie \| Elkov-Author \| + 0 s \| \| 5e \| Filippo Fortin \| Italie \| Cofidis, Solutions Crédits \| + 4 min 04 s \| \| 6e \| Ádám Kristóf Karl \| Hongrie \| Hongrie \| + 4 min 04 s \| \| 7e \| Michał Paluta \| Pologne \| CCC Development \| + 4 min 04 s \| \| 8e \| Alois Kaňkovský \| Tchéquie \| Elkov-Author \| + 4 min 04 s \| \| 9e \| Trond Trondsen \| Norvège \| Team Coop \| + 4 min 04 s \| \| 10e \| August Jensen \| Norvège \| Israel Cycling Academy \| + 4 min 04 s \| |                       |          |                            |                 |
| |                       |          |                            |                 |
| Source : ProCyclingStats |                       |          |                            |                 |
| Classement de l'étape |                       |          |                            |                 |
| Coureur | Coureur               | Pays     | Équipe                     | Temps           |
| 1er | Krisztián Lovassy     | Hongrie  | Hongrie                    | 2 h 33 min 21 s |
| 2e | Stanisław Aniołkowski | Pologne  | CCC Development            | + 0 s           |
| 3e | Gašper Katrašnik      | Slovénie | Adria Mobil                | + 0 s           |
| 4e | Jakub Otruba          | Tchéquie | Elkov-Author               | + 0 s           |
| 5e | Filippo Fortin        | Italie   | Cofidis, Solutions Crédits | + 4 min 04 s    |
| 6e | Ádám Kristóf Karl     | Hongrie  | Hongrie                    | + 4 min 04 s    |
| 7e | Michał Paluta         | Pologne  | CCC Development            | + 4 min 04 s    |
| 8e | Alois Kaňkovský       | Tchéquie | Elkov-Author               | + 4 min 04 s    |
| 9e | Trond Trondsen        | Norvège  | Team Coop                  | + 4 min 04 s    |
| 10e | August Jensen         | Norvège  | Israel Cycling Academy     | + 4 min 04 s    |

| \| Classement général \| Classement général \| Classement général \| Classement général \| Classement général \| \| Coureur \| Coureur \| Pays \| Équipe \| Temps \| \| ------------------ \| ------------------ \| ------------------ \| --------------------------- \| ------------------ \| \| 1er \| Krists Neilands \| Lettonie \| Israel Cycling Academy \| 12 h 30 min 39 s \| \| 2e \| Manuel Belletti \| Italie \| Androni Giocattoli-Sidermec \| + 1 min 07 s \| \| 3e \| Louis Bendixen \| Danemark \| Team Coop \| + 1 min 10 s \| \| 4e \| Jan Bárta \| Tchéquie \| Elkov-Author \| + 1 min 12 s \| \| 5e \| Piotr Brożyna \| Pologne \| CCC Development \| + 1 min 14 s \| \| 6e \| August Jensen \| Norvège \| Israel Cycling Academy \| + 1 min 14 s \| \| 7e \| Michał Paluta \| Pologne \| CCC Development \| + 1 min 15 s \| \| 8e \| Stefano Oldani \| Italie \| Kometa \| + 1 min 16 s \| \| 9e \| Márton Dina \| Hongrie \| Kometa \| + 1 min 18 s \| \| 10e \| Erik Fetter \| Hongrie \| Pannon \| + 1 min 19 s \| |                 |          |                             |                  |
| |                 |          |                             |                  |
| Source : ProCyclingStats |                 |          |                             |                  |
| Classement général |                 |          |                             |                  |
| Coureur | Coureur         | Pays     | Équipe                      | Temps            |
| 1er | Krists Neilands | Lettonie | Israel Cycling Academy      | 12 h 30 min 39 s |
| 2e | Manuel Belletti | Italie   | Androni Giocattoli-Sidermec | + 1 min 07 s     |
| 3e | Louis Bendixen  | Danemark | Team Coop                   | + 1 min 10 s     |
| 4e | Jan Bárta       | Tchéquie | Elkov-Author                | + 1 min 12 s     |
| 5e | Piotr Brożyna   | Pologne  | CCC Development             | + 1 min 14 s     |
| 6e | August Jensen   | Norvège  | Israel Cycling Academy      | + 1 min 14 s     |
| 7e | Michał Paluta   | Pologne  | CCC Development             | + 1 min 15 s     |
| 8e | Stefano Oldani  | Italie   | Kometa                      | + 1 min 16 s     |
| 9e | Márton Dina     | Hongrie  | Kometa                      | + 1 min 18 s     |
| 10e | Erik Fetter     | Hongrie  | Pannon                      | + 1 min 19 s     |

### 3eétape B
| \| Classement de l'étape \| Classement de l'étape \| Classement de l'étape \| Classement de l'étape \| Classement de l'étape \| \| Coureur \| Coureur \| Pays \| Équipe \| Temps \| \| --------------------- \| --------------------- \| --------------------- \| --------------------------- \| --------------------- \| \| 1er \| Alois Kaňkovský \| Tchéquie \| Elkov-Author \| 1 h 28 min 04 s \| \| 2e \| Wouter Wippert \| Pays-Bas \| EvoPro Racing \| + 0 s \| \| 3e \| Manuel Belletti \| Italie \| Androni Giocattoli-Sidermec \| + 0 s \| \| 4e \| Trond Trondsen \| Norvège \| Team Coop \| + 0 s \| \| 5e \| Filippo Fortin \| Italie \| Cofidis, Solutions Crédits \| + 0 s \| \| 6e \| Aaron Grosser \| Allemagne \| Bike Aid \| + 0 s \| \| 7e \| Louis Bendixen \| Danemark \| Team Coop \| + 0 s \| \| 8e \| Hugo Hofstetter \| France \| Cofidis, Solutions Crédits \| + 0 s \| \| 9e \| August Jensen \| Norvège \| Israel Cycling Academy \| + 0 s \| \| 10e \| Michele Gazzoli \| Italie \| Kometa \| + 0 s \| |                 |           |                             |                 |
| |                 |           |                             |                 |
| Source : ProCyclingStats |                 |           |                             |                 |
| Classement de l'étape |                 |           |                             |                 |
| Coureur | Coureur         | Pays      | Équipe                      | Temps           |
| 1er | Alois Kaňkovský | Tchéquie  | Elkov-Author                | 1 h 28 min 04 s |
| 2e | Wouter Wippert  | Pays-Bas  | EvoPro Racing               | + 0 s           |
| 3e | Manuel Belletti | Italie    | Androni Giocattoli-Sidermec | + 0 s           |
| 4e | Trond Trondsen  | Norvège   | Team Coop                   | + 0 s           |
| 5e | Filippo Fortin  | Italie    | Cofidis, Solutions Crédits  | + 0 s           |
| 6e | Aaron Grosser   | Allemagne | Bike Aid                    | + 0 s           |
| 7e | Louis Bendixen  | Danemark  | Team Coop                   | + 0 s           |
| 8e | Hugo Hofstetter | France    | Cofidis, Solutions Crédits  | + 0 s           |
| 9e | August Jensen   | Norvège   | Israel Cycling Academy      | + 0 s           |
| 10e | Michele Gazzoli | Italie    | Kometa                      | + 0 s           |

| \| Classement général \| Classement général \| Classement général \| Classement général \| Classement général \| \| Coureur \| Coureur \| Pays \| Équipe \| Temps \| \| ------------------ \| ------------------ \| ------------------ \| --------------------------- \| ------------------ \| \| 1er \| Krists Neilands \| Lettonie \| Israel Cycling Academy \| 13 h 58 min 43 s \| \| 2e \| Manuel Belletti \| Italie \| Androni Giocattoli-Sidermec \| + 1 min 05 s \| \| 3e \| Louis Bendixen \| Danemark \| Team Coop \| + 1 min 10 s \| \| 4e \| Jan Bárta \| Tchéquie \| Elkov-Author \| + 1 min 12 s \| \| 5e \| Piotr Brożyna \| Pologne \| CCC Development \| + 1 min 14 s \| \| 6e \| August Jensen \| Norvège \| Israel Cycling Academy \| + 1 min 14 s \| \| 7e \| Michał Paluta \| Pologne \| CCC Development \| + 1 min 15 s \| \| 8e \| Stefano Oldani \| Italie \| Kometa \| + 1 min 16 s \| \| 9e \| Erik Fetter \| Hongrie \| Pannon \| + 1 min 18 s \| \| 10e \| Márton Dina \| Hongrie \| Kometa \| + 1 min 18 s \| |                 |          |                             |                  |
| |                 |          |                             |                  |
| Source : ProCyclingStats |                 |          |                             |                  |
| Classement général |                 |          |                             |                  |
| Coureur | Coureur         | Pays     | Équipe                      | Temps            |
| 1er | Krists Neilands | Lettonie | Israel Cycling Academy      | 13 h 58 min 43 s |
| 2e | Manuel Belletti | Italie   | Androni Giocattoli-Sidermec | + 1 min 05 s     |
| 3e | Louis Bendixen  | Danemark | Team Coop                   | + 1 min 10 s     |
| 4e | Jan Bárta       | Tchéquie | Elkov-Author                | + 1 min 12 s     |
| 5e | Piotr Brożyna   | Pologne  | CCC Development             | + 1 min 14 s     |
| 6e | August Jensen   | Norvège  | Israel Cycling Academy      | + 1 min 14 s     |
| 7e | Michał Paluta   | Pologne  | CCC Development             | + 1 min 15 s     |
| 8e | Stefano Oldani  | Italie   | Kometa                      | + 1 min 16 s     |
| 9e | Erik Fetter     | Hongrie  | Pannon                      | + 1 min 18 s     |
| 10e | Márton Dina     | Hongrie  | Kometa                      | + 1 min 18 s     |

### 4eétape
| \| Classement de l'étape \| Classement de l'étape \| Classement de l'étape \| Classement de l'étape \| Classement de l'étape \| \| Coureur \| Coureur \| Pays \| Équipe \| Temps \| \| --------------------- \| --------------------- \| --------------------- \| ----------------------------- \| --------------------- \| \| 1er \| Krists Neilands \| Lettonie \| Israel Cycling Academy \| 3 h 20 min 40 s \| \| 2e \| Márton Dina \| Hongrie \| Kometa \| + 0 s \| \| 3e \| Attila Valter \| Hongrie \| CCC Development \| + 0 s \| \| 4e \| Edoardo Zardini \| Italie \| Neri Sottoli-Selle Italia-KTM \| + 13 s \| \| 5e \| Juan Pedro López \| Espagne \| Kometa \| + 24 s \| \| 6e \| Giovanni Visconti \| Italie \| Neri Sottoli-Selle Italia-KTM \| + 27 s \| \| 7e \| Daniel Muñoz \| Colombie \| Androni Giocattoli-Sidermec \| + 38 s \| \| 8e \| Stefano Oldani \| Italie \| Kometa \| + 42 s \| \| 9e \| Mathias Le Turnier \| France \| Cofidis, Solutions Crédits \| + 45 s \| \| 10e \| Karel Hník \| Tchéquie \| Elkov-Author \| + 53 s \| |                    |          |                               |                 |
| |                    |          |                               |                 |
| Source : ProCyclingStats |                    |          |                               |                 |
| Classement de l'étape |                    |          |                               |                 |
| Coureur | Coureur            | Pays     | Équipe                        | Temps           |
| 1er | Krists Neilands    | Lettonie | Israel Cycling Academy        | 3 h 20 min 40 s |
| 2e | Márton Dina        | Hongrie  | Kometa                        | + 0 s           |
| 3e | Attila Valter      | Hongrie  | CCC Development               | + 0 s           |
| 4e | Edoardo Zardini    | Italie   | Neri Sottoli-Selle Italia-KTM | + 13 s          |
| 5e | Juan Pedro López   | Espagne  | Kometa                        | + 24 s          |
| 6e | Giovanni Visconti  | Italie   | Neri Sottoli-Selle Italia-KTM | + 27 s          |
| 7e | Daniel Muñoz       | Colombie | Androni Giocattoli-Sidermec   | + 38 s          |
| 8e | Stefano Oldani     | Italie   | Kometa                        | + 42 s          |
| 9e | Mathias Le Turnier | France   | Cofidis, Solutions Crédits    | + 45 s          |
| 10e | Karel Hník         | Tchéquie | Elkov-Author                  | + 53 s          |

| \| Classement général \| Classement général \| Classement général \| Classement général \| Classement général \| \| Coureur \| Coureur \| Pays \| Équipe \| Temps \| \| ------------------ \| ------------------ \| ------------------ \| ----------------------------- \| ------------------ \| \| 1er \| Krists Neilands \| Lettonie \| Israel Cycling Academy \| 17 h 19 min 13 s \| \| 2e \| Márton Dina \| Hongrie \| Kometa \| + 1 min 12 s \| \| 3e \| Attila Valter \| Hongrie \| CCC Development \| + 1 min 16 s \| \| 4e \| Edoardo Zardini \| Italie \| Neri Sottoli-Selle Italia-KTM \| + 1 min 45 s \| \| 5e \| Juan Pedro López \| Espagne \| Kometa \| + 1 min 53 s \| \| 6e \| Giovanni Visconti \| Italie \| Neri Sottoli-Selle Italia-KTM \| + 1 min 58 s \| \| 7e \| Stefano Oldani \| Italie \| Kometa \| + 2 min 08 s \| \| 8e \| Daniel Muñoz \| Colombie \| Androni Giocattoli-Sidermec \| + 2 min 16 s \| \| 9e \| Karel Hník \| Tchéquie \| Elkov-Author \| + 2 min 24 s \| \| 10e \| Mathias Le Turnier \| France \| Cofidis, Solutions Crédits \| + 2 min 24 s \| |                    |          |                               |                  |
| |                    |          |                               |                  |
| Source : ProCyclingStats |                    |          |                               |                  |
| Classement général |                    |          |                               |                  |
| Coureur | Coureur            | Pays     | Équipe                        | Temps            |
| 1er | Krists Neilands    | Lettonie | Israel Cycling Academy        | 17 h 19 min 13 s |
| 2e | Márton Dina        | Hongrie  | Kometa                        | + 1 min 12 s     |
| 3e | Attila Valter      | Hongrie  | CCC Development               | + 1 min 16 s     |
| 4e | Edoardo Zardini    | Italie   | Neri Sottoli-Selle Italia-KTM | + 1 min 45 s     |
| 5e | Juan Pedro López   | Espagne  | Kometa                        | + 1 min 53 s     |
| 6e | Giovanni Visconti  | Italie   | Neri Sottoli-Selle Italia-KTM | + 1 min 58 s     |
| 7e | Stefano Oldani     | Italie   | Kometa                        | + 2 min 08 s     |
| 8e | Daniel Muñoz       | Colombie | Androni Giocattoli-Sidermec   | + 2 min 16 s     |
| 9e | Karel Hník         | Tchéquie | Elkov-Author                  | + 2 min 24 s     |
| 10e | Mathias Le Turnier | France   | Cofidis, Solutions Crédits    | + 2 min 24 s     |

### 5eétape
| \| Classement de l'étape \| Classement de l'étape \| Classement de l'étape \| Classement de l'étape \| Classement de l'étape \| \| Coureur \| Coureur \| Pays \| Équipe \| Temps \| \| --------------------- \| --------------------- \| --------------------- \| --------------------------- \| --------------------- \| \| 1er \| Wouter Wippert \| Pays-Bas \| EvoPro Racing \| 3 h 53 min 47 s \| \| 2e \| Hugo Hofstetter \| France \| Cofidis, Solutions Crédits \| + 0 s \| \| 3e \| Mihkel Räim \| Estonie \| Israel Cycling Academy \| + 0 s \| \| 4e \| Manuel Belletti \| Italie \| Androni Giocattoli-Sidermec \| + 0 s \| \| 5e \| Trond Trondsen \| Norvège \| Team Coop \| + 0 s \| \| 6e \| Aaron Grosser \| Allemagne \| Bike Aid \| + 0 s \| \| 7e \| Michele Gazzoli \| Italie \| Kometa \| + 0 s \| \| 8e \| Stanisław Aniołkowski \| Pologne \| CCC Development \| + 0 s \| \| 9e \| František Sisr \| Tchéquie \| Elkov-Author \| + 0 s \| \| 10e \| Wilmar Molina \| Colombie \| Team Novak \| + 0 s \| |                       |           |                             |                 |
| |                       |           |                             |                 |
| Source : ProCyclingStats |                       |           |                             |                 |
| Classement de l'étape |                       |           |                             |                 |
| Coureur | Coureur               | Pays      | Équipe                      | Temps           |
| 1er | Wouter Wippert        | Pays-Bas  | EvoPro Racing               | 3 h 53 min 47 s |
| 2e | Hugo Hofstetter       | France    | Cofidis, Solutions Crédits  | + 0 s           |
| 3e | Mihkel Räim           | Estonie   | Israel Cycling Academy      | + 0 s           |
| 4e | Manuel Belletti       | Italie    | Androni Giocattoli-Sidermec | + 0 s           |
| 5e | Trond Trondsen        | Norvège   | Team Coop                   | + 0 s           |
| 6e | Aaron Grosser         | Allemagne | Bike Aid                    | + 0 s           |
| 7e | Michele Gazzoli       | Italie    | Kometa                      | + 0 s           |
| 8e | Stanisław Aniołkowski | Pologne   | CCC Development             | + 0 s           |
| 9e | František Sisr        | Tchéquie  | Elkov-Author                | + 0 s           |
| 10e | Wilmar Molina         | Colombie  | Team Novak                  | + 0 s           |

## Classements finals

### Classement général final
| \| Classement général \| Classement général \| Classement général \| Classement général \| Classement général \| \| Coureur \| Coureur \| Pays \| Équipe \| Temps \| \| ------------------ \| ------------------ \| ------------------ \| ----------------------------- \| ------------------ \| \| 1er \| Krists Neilands \| Lettonie \| Israel Cycling Academy \| 21 h 13 min 00 s \| \| 2e \| Márton Dina \| Hongrie \| Kometa \| + 1 min 22 s \| \| 3e \| Attila Valter \| Hongrie \| CCC Development \| + 1 min 26 s \| \| 4e \| Edoardo Zardini \| Italie \| Neri Sottoli-Selle Italia-KTM \| + 1 min 45 s \| \| 5e \| Giovanni Visconti \| Italie \| Neri Sottoli-Selle Italia-KTM \| + 1 min 58 s \| \| 6e \| Juan Pedro López \| Espagne \| Kometa \| + 2 min 04 s \| \| 7e \| Stefano Oldani \| Italie \| Kometa \| + 2 min 08 s \| \| 8e \| Daniel Muñoz \| Colombie \| Androni Giocattoli-Sidermec \| + 2 min 16 s \| \| 9e \| Karel Hník \| Tchéquie \| Elkov-Author \| + 2 min 24 s \| \| 10e \| Mathias Le Turnier \| France \| Cofidis, Solutions Crédits \| + 2 min 24 s \| |                    |          |                               |                  |
| |                    |          |                               |                  |
| Source : ProCyclingStats |                    |          |                               |                  |
| Classement général |                    |          |                               |                  |
| Coureur | Coureur            | Pays     | Équipe                        | Temps            |
| 1er | Krists Neilands    | Lettonie | Israel Cycling Academy        | 21 h 13 min 00 s |
| 2e | Márton Dina        | Hongrie  | Kometa                        | + 1 min 22 s     |
| 3e | Attila Valter      | Hongrie  | CCC Development               | + 1 min 26 s     |
| 4e | Edoardo Zardini    | Italie   | Neri Sottoli-Selle Italia-KTM | + 1 min 45 s     |
| 5e | Giovanni Visconti  | Italie   | Neri Sottoli-Selle Italia-KTM | + 1 min 58 s     |
| 6e | Juan Pedro López   | Espagne  | Kometa                        | + 2 min 04 s     |
| 7e | Stefano Oldani     | Italie   | Kometa                        | + 2 min 08 s     |
| 8e | Daniel Muñoz       | Colombie | Androni Giocattoli-Sidermec   | + 2 min 16 s     |
| 9e | Karel Hník         | Tchéquie | Elkov-Author                  | + 2 min 24 s     |
| 10e | Mathias Le Turnier | France   | Cofidis, Solutions Crédits    | + 2 min 24 s     |

### Classements annexes
| Classement par points | Classement par points | Classement par points | Classement par points       | Classement par points |
| Coureur               | Coureur               | Pays                  | Équipe                      | Points                |
| --------------------- | --------------------- | --------------------- | --------------------------- | --------------------- |
| 1er                   | Manuel Belletti       | Italie                | Androni Giocattoli-Sidermec | 80 pts                |
| 2e                    | Krists Neilands       | Lettonie              | Israel Cycling Academy      | 69 pts                |
| 3e                    | Louis Bendixen        | Danemark              | Team Coop                   | 66 pts                |
| 4e                    | Hugo Hofstetter       | France                | Cofidis, Solutions Crédits  | 66 pts                |
| 5e                    | Wouter Wippert        | Pays-Bas              | EvoPro Racing               | 56 pts                |
| 6e                    | Trond Trondsen        | Norvège               | Team Coop                   | 54 pts                |
| 7e                    | Attila Valter         | Hongrie               | CCC Development             | 52 pts                |
| 8e                    | Aaron Grosser         | Allemagne             | Bike Aid                    | 52 pts                |
| 9e                    | Stefano Oldani        | Italie                | Kometa                      | 46 pts                |
| 10e                   | Márton Dina           | Hongrie               | Kometa                      | 44 pts                |

| Classement par points | Classement par points | Classement par points | Classement par points       | Classement par points |
| Coureur               | Coureur               | Pays                  | Équipe                      | Points                |
| --------------------- | --------------------- | --------------------- | --------------------------- | --------------------- |
| 1er                   | Manuel Belletti       | Italie                | Androni Giocattoli-Sidermec | 80 pts                |
| 2e                    | Krists Neilands       | Lettonie              | Israel Cycling Academy      | 69 pts                |
| 3e                    | Louis Bendixen        | Danemark              | Team Coop                   | 66 pts                |
| 4e                    | Hugo Hofstetter       | France                | Cofidis, Solutions Crédits  | 66 pts                |
| 5e                    | Wouter Wippert        | Pays-Bas              | EvoPro Racing               | 56 pts                |
| 6e                    | Trond Trondsen        | Norvège               | Team Coop                   | 54 pts                |
| 7e                    | Attila Valter         | Hongrie               | CCC Development             | 52 pts                |
| 8e                    | Aaron Grosser         | Allemagne             | Bike Aid                    | 52 pts                |
| 9e                    | Stefano Oldani        | Italie                | Kometa                      | 46 pts                |
| 10e                   | Márton Dina           | Hongrie               | Kometa                      | 44 pts                |

| Classement de la montagne | Classement de la montagne | Classement de la montagne | Classement de la montagne     | Classement de la montagne |
| Coureur                   | Coureur                   | Pays                      | Équipe                        | Points                    |
| ------------------------- | ------------------------- | ------------------------- | ----------------------------- | ------------------------- |
| 1er                       | Krists Neilands           | Lettonie                  | Israel Cycling Academy        | 32 pts                    |
| 2e                        | Márton Dina               | Hongrie                   | Kometa                        | 18 pts                    |
| 3e                        | Juan Pedro López          | Espagne                   | Kometa                        | 16 pts                    |
| 4e                        | Jon Božič                 | Slovénie                  | Adria Mobil                   | 15 pts                    |
| 5e                        | Luis Ángel Maté           | Espagne                   | Cofidis, Solutions Crédits    | 15 pts                    |
| 6e                        | Attila Valter             | Hongrie                   | CCC Development               | 9 pts                     |
| 7e                        | Balázs Rózsa              | Hongrie                   | Differdange-GeBa              | 7 pts                     |
| 8e                        | Jan Bárta                 | Tchéquie                  | Elkov-Author                  | 6 pts                     |
| 9e                        | Edoardo Zardini           | Italie                    | Neri Sottoli-Selle Italia-KTM | 6 pts                     |
| 10e                       | Matěj Zahálka             | Tchéquie                  | Elkov-Author                  | 6 pts                     |

| Classement de la montagne | Classement de la montagne | Classement de la montagne | Classement de la montagne     | Classement de la montagne |
| Coureur                   | Coureur                   | Pays                      | Équipe                        | Points                    |
| ------------------------- | ------------------------- | ------------------------- | ----------------------------- | ------------------------- |
| 1er                       | Krists Neilands           | Lettonie                  | Israel Cycling Academy        | 32 pts                    |
| 2e                        | Márton Dina               | Hongrie                   | Kometa                        | 18 pts                    |
| 3e                        | Juan Pedro López          | Espagne                   | Kometa                        | 16 pts                    |
| 4e                        | Jon Božič                 | Slovénie                  | Adria Mobil                   | 15 pts                    |
| 5e                        | Luis Ángel Maté           | Espagne                   | Cofidis, Solutions Crédits    | 15 pts                    |
| 6e                        | Attila Valter             | Hongrie                   | CCC Development               | 9 pts                     |
| 7e                        | Balázs Rózsa              | Hongrie                   | Differdange-GeBa              | 7 pts                     |
| 8e                        | Jan Bárta                 | Tchéquie                  | Elkov-Author                  | 6 pts                     |
| 9e                        | Edoardo Zardini           | Italie                    | Neri Sottoli-Selle Italia-KTM | 6 pts                     |
| 10e                       | Matěj Zahálka             | Tchéquie                  | Elkov-Author                  | 6 pts                     |

| Classement du meilleur jeune | Classement du meilleur jeune | Classement du meilleur jeune | Classement du meilleur jeune | Classement du meilleur jeune |
| Coureur                      | Coureur                      | Pays                         | Équipe                       | Temps                        |
| ---------------------------- | ---------------------------- | ---------------------------- | ---------------------------- | ---------------------------- |

| Classement du meilleur jeune | Classement du meilleur jeune | Classement du meilleur jeune | Classement du meilleur jeune | Classement du meilleur jeune |
| Coureur                      | Coureur                      | Pays                         | Équipe                       | Temps                        |
| ---------------------------- | ---------------------------- | ---------------------------- | ---------------------------- | ---------------------------- |

| Classement par équipes | Classement par équipes        | Classement par équipes | Classement par équipes |
| Équipe                 | Équipe                        | Pays                   | Temps                  |
| ---------------------- | ----------------------------- | ---------------------- | ---------------------- |
| 1re                    | CCC Development Team          | Pologne                | 63 h 42 min 16 s       |
| 2e                     | Elkov-Author                  | Tchéquie               | + 1 min 21 s           |
| 3e                     | Kometa                        | Espagne                | + 2 min 08 s           |
| 4e                     | Neri Sottoli-Selle Italia-KTM | Italie                 | + 3 min 16 s           |
| 5e                     | Androni Giocattoli-Sidermec   | Italie                 | + 8 min 41 s           |
| 6e                     | Coop                          | Norvège                | + 14 min 16 s          |
| 7e                     | Pannon                        | Hongrie                | + 18 min 15 s          |
| 8e                     | Team BridgeLane               | Australie              | + 18 min 34 s          |
| 9e                     | Israel Cycling Academy        | Israël                 | + 21 min 50 s          |
| 10e                    | Cofidis, Solutions Crédits    | France                 | + 27 min 25 s          |

| Classement par équipes | Classement par équipes        | Classement par équipes | Classement par équipes |
| Équipe                 | Équipe                        | Pays                   | Temps                  |
| ---------------------- | ----------------------------- | ---------------------- | ---------------------- |
| 1re                    | CCC Development Team          | Pologne                | 63 h 42 min 16 s       |
| 2e                     | Elkov-Author                  | Tchéquie               | + 1 min 21 s           |
| 3e                     | Kometa                        | Espagne                | + 2 min 08 s           |
| 4e                     | Neri Sottoli-Selle Italia-KTM | Italie                 | + 3 min 16 s           |
| 5e                     | Androni Giocattoli-Sidermec   | Italie                 | + 8 min 41 s           |
| 6e                     | Coop                          | Norvège                | + 14 min 16 s          |
| 7e                     | Pannon                        | Hongrie                | + 18 min 15 s          |
| 8e                     | Team BridgeLane               | Australie              | + 18 min 34 s          |
| 9e                     | Israel Cycling Academy        | Israël                 | + 21 min 50 s          |
| 10e                    | Cofidis, Solutions Crédits    | France                 | + 27 min 25 s          |

## Classements UCI
La course attribue le même nombre de points pour l'UCI Europe Tour 2018 et le Classement mondial UCI (pour tous les coureurs).
| Position           | 1er | 2e | 3e | 4e | 5e | 6e | 7e | 8e | 9e | 10e | 11e | 12e | 13e à 15e | 16e à 25e |
| Classement général | 125 | 85 | 70 | 60 | 50 | 40 | 35 | 30 | 25 | 20  | 15  | 10  | 5         | 3         |
| Par étape          | 14  | 5  | 3  |    |    |    |    |    |    |     |     |     |           |           |
| Leader, par étape  | 3   |    |    |    |    |    |    |    |    |     |     |     |           |           |

| Points attribués | Points attribués | Points attribués | Points attribués | Points attribués | Points attribués | Points attribués |
| Pos              | Coureur          | Équipe           | Général          | Étape            | Leader           | Total            |
| ---------------- | ---------------- | ---------------- | ---------------- | ---------------- | ---------------- | ---------------- |
| 1.º              | Pays inconnu     |                  |                  |                  |                  |                  |
| 2.º              | Pays inconnu     |                  |                  |                  |                  |                  |
| 3.º              | Pays inconnu     |                  |                  |                  |                  |                  |
| 4.º              | Pays inconnu     |                  |                  |                  |                  |                  |
| 5.º              | Pays inconnu     |                  |                  |                  |                  |                  |
| 6.º              | Pays inconnu     |                  |                  |                  |                  |                  |
| 7.º              | Pays inconnu     |                  |                  |                  |                  |                  |
| 8.º              | Pays inconnu     |                  |                  |                  |                  |                  |
| 9.º              | Pays inconnu     |                  |                  |                  |                  |                  |
| 10.º             | Pays inconnu     |                  |                  |                  |                  |                  |

## Évolution des classements
| Étape | Vainqueur         | Classement général | Classement par points | Classement de la montagne | Classement du meilleur hongrois | Classement par équipes |
| ----- | ----------------- | ------------------ | --------------------- | ------------------------- | ------------------------------- | ---------------------- |
| P     | Jan Bárta         | Jan Bárta          |                       |                           |                                 |                        |
| 1     | Manuel Belletti   | Manuel Belletti    |                       |                           |                                 |                        |
| 2     | Krists Neilands   | Krists Neilands    |                       |                           |                                 |                        |
| 3 A   | Krisztián Lovassy | Krists Neilands    |                       |                           |                                 |                        |
| 3 B   | Alois Kaňkovský   | Krists Neilands    |                       |                           |                                 |                        |
| 4     | Krists Neilands   | Krists Neilands    |                       |                           |                                 |                        |
| 5     |                   |                    |                       |                           |                                 |                        |